# Sibylle de Nassau-Hadamar
Sibylle de Nassau-Hadamar, née le 16 août 1629 à Hadamar (Allemagne) et morte le 11 avril 1680 à Metz (France), est une fille de Jean-Louis de Nassau-Hadamar et de sa femme Ursule de Lippe.
Elle est mariée le 26 avril 1655 à Metz, à Pierre II d'Aube (1630-1690). Ils ont pour enfant :
- Pierre III d'Aube (12 avril 1656 à Troyes - 17 mars 1697 à Weimar) ; en 1680, il épouse Dorothée-Marie de Saxe-Gotha, fille d'Ernest Ier de Saxe-Gotha et de son épouse Élisabeth-Sophie de Saxe-Cobourg.